# شارلى أرثر فلويد
تشارلز آرثر فلويد (3 فبراير 1904 - 22 أكتوبر 1934)، الملقب بفلويد الصبي الجميل، كان لص بنوك أمريكي. نشط في الولايات الغربية والوسطى، وحظيت مغامراته الإجرامية بتغطية صحفية واسعة النطاق في ثلاثينيات القرن العشرين. كان ينظر إليه الجمهور بشكل بتعاطف لأنه أثناء السرقات أحرق مستندات الرهن العقاري لتحرير العديد من الناس من ديونهم. طاردته وقتلته مجموعة من عملاء مكتب التحقيقات (الذي أعيدت تسميته لاحقًا بمكتب التحقيقات الفيدرالي) بقيادة ملفين بورفيس. تكهن المؤرخون بشأن الضباط الذين كانوا في الحدث، لكن الروايات توثق أن الضباط المحليين روبرت "بيت" بايل وجورج كوران كانا حاضرين عند إطلاق النار عليه المميت وأيضًا عند تحنيطه.
ظل فلويد شخصية مألوفة في الثقافة الشعبية الأمريكية، ويُنظر إليه أحيانًا على أنه سيئ السمعة، وفي أحيان أخرى يُصور على أنه شخصية مأساوية، حتى أنه ضحية للأوقات الصعبة للكساد العظيم في الولايات المتحدة. يُنظر إلى فلويد من قبل العديد من الأشخاص باعتباره مثالاً رئيسيًا لبطل مضاد حقيقي في الحياة.

## حياته
ولد تشارلي آرثر فلويد في مقاطعة بارتو، جورجيا في عام 1904م. وانتقل مع عائلته إلى ولاية أوكلاهوما في عام 1911م حيث نشأ وترعرع هناك، وأمضى معظم شبابه متنقلًا بين كانساس وأركنساس وميسوري.

## الوفاة
قُتل شارلي في 22 أكتوبر من عام 1934م، تختلف الروايات حول من أطلق النار عليه والطريقة التي قُتل بها. إلا أن المؤكد في القصة أنه قُتل إثر مطاردة الشرطة الأمريكية له في إحدى حقول الذرة قرب إيست ليفربول.